# Firmicus insularis
Firmicus insularis är en spindelart som först beskrevs av John Blackwall 1877.  Firmicus insularis ingår i släktet Firmicus och familjen krabbspindlar.
Artens utbredningsområde är Seychellerna. Inga underarter finns listade i Catalogue of Life.